# Diana Ingro
Susana Unía (26 octobre 1917 - 23 mars 2017), connue professionnellement sous le nom de Diana Ingro, est une actrice argentine.

## Biographie
Diana Ingro naît Susana Unía, le 26 octobre 1917 à Ramos Mejía, une ville de la province de Buenos Aires en Argentine. Elle a deux sœurs aînées et une sœur jumelle. Bien qu'elle ait travaillé quelque temps comme enseignante, elle s'intéressee à une carrière d'actrice pendant sa jeunesse et suit des cours au Conservatoire d'art dramatique,.

## Filmographie
- Ángel, la diva y yo (es) (2000)
- Los espíritus patrióticos (es) (1989)
- Noches sin lunas ni soles (es) (1984)
- Tiro al aire (es) (1980)
- Saverio el cruel (es) (1977)
- La Madre María (es) (1974)
- Papá Corazón se quiere casar (es) (1974)
- Muchacho (es) (1970)
- Moamba (es) (1970)
- Eloy (es) (1969)
- Cuando los hombres hablan de mujeres (es) (1967)
- Extraña ternura (es) (1964)
- La cigarra no es un bicho (es) (1963)
- Los que verán a Dios (es) (1961)
- Culpable (es) (1960)
- El hombre que hizo el milagro (es) (1958)
- Graciela (1956)
- Cuando Buenos Aires se adormece (es) (1955)
- Goleta austral (es) (1955)
- Tren internacional (es) (1954)
- La telaraña (es) (1954)
- Muerte civil (es) (1954)
- La pasión desnuda (1953)
- Sala de guardia (1952)
- Mi hermano Esopo (Historia de un Mateo) (es) (1952)
- La calle junto a la luna (es) (1951)
- Mujeres en sombra (es) (1951)
- Con el sudor de tu frente (es) (1950)
- Corrientes... calle de ensueños! (es) (1949)
- La serpiente de cascabel (es) (1948)
- Corazón (es) (1947)
- Nuestra Natacha (es) (1944)